# Liste der Bundesbehörden in Bonn
In Bonn befinden sich zahlreiche Bundesbehörden und -organe. Die Ansässigkeit dieser Organisationen in Bonn resultiert aus dem Status Bonns als Bundesstadt. Umstrukturierungen und Umzüge aufgrund des Berlin/Bonn-Gesetzes sind weitgehend abgeschlossen, die Behörden haben nun überwiegend ihren Standort gefunden.

## Bundesministerien
Folgende Bundesministerien haben hier ihren ersten Dienstsitz:
- Bundesministerium der Verteidigung (BMVg)
- Bundesministerium für Ernährung und Landwirtschaft (BMEL)
- Bundesministerium für wirtschaftliche Zusammenarbeit und Entwicklung (BMZ)
- Bundesministerium für Umwelt, Naturschutz, nukleare Sicherheit und Verbraucherschutz (BMUV)
- Bundesministerium für Gesundheit (BMG)
- Bundesministerium für Bildung und Forschung (BMBF)

Die anderen Bundesministerien mit Hauptsitz in Berlin haben einen zweiten Dienstsitz in Bonn.

## Verfassungsorgane
Des Weiteren befinden sich in der Bundesstadt Dienstsitze von drei (je nach Zählweise auch vier) Verfassungsorganen. Diese sind:
- die Bundesregierung durch die Bundesministerien, den zweiten Dienstsitz des Bundeskanzleramts und den Zweitsitz des Presse- und Informationsamtes der Bundesregierung
- die Außenstelle des Bundesrats, in der die Länder unter anderem in Europaangelegenheiten vertreten werden.
- der zweite Dienstsitz des Bundespräsidenten in der Villa Hammerschmidt.

Umstritten ist der Status des in Bonn ansässigen Bundesrechnungshofs als „Verfassungsorgan“, der nach Artikel 114 des Grundgesetzes die Wirtschaftlichkeit und Ordnungsmäßigkeit der Haushalts- und Wirtschaftsführung des Bundes überprüft.

## Weitere Bundesbehörden

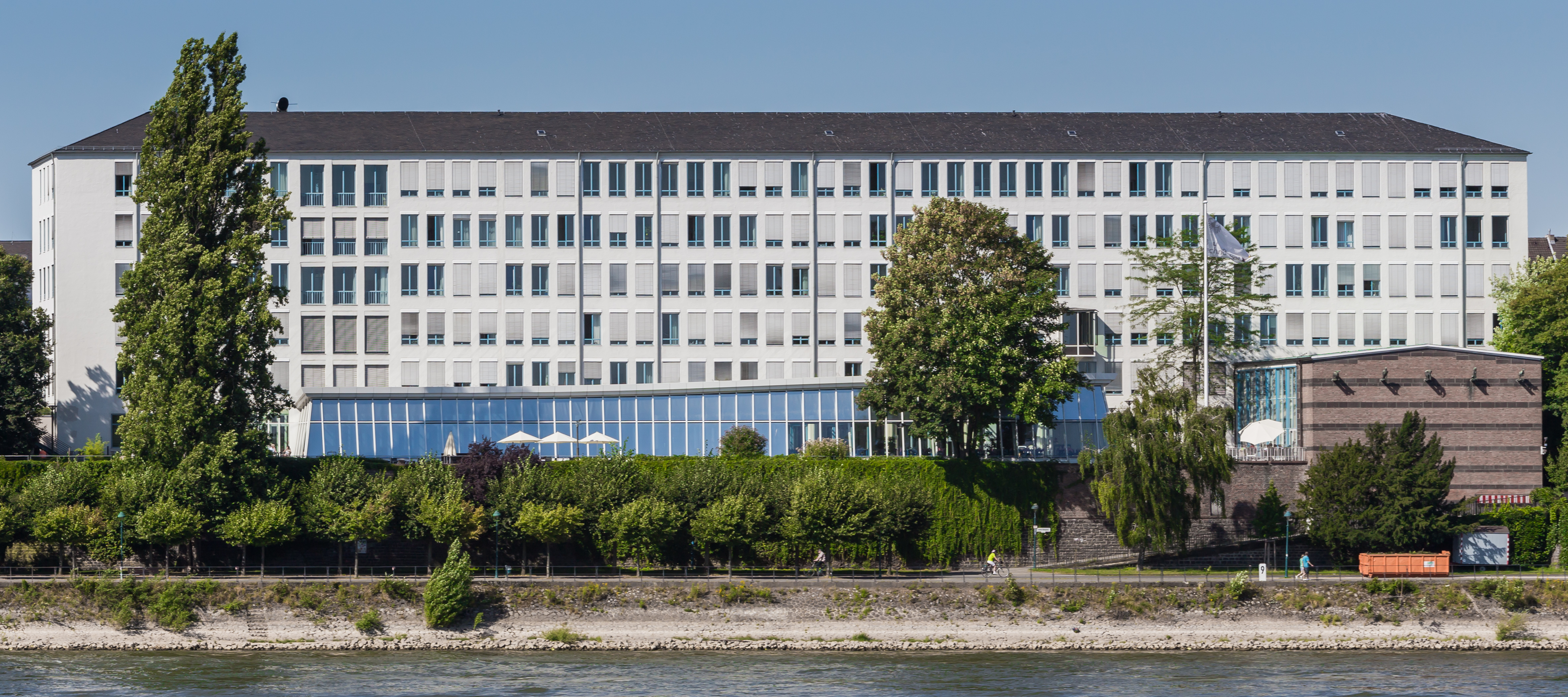
Bundesrechnungshof

Über 20 der aufgeführten Behörden zogen als Konsequenz des Berlin/Bonn-Gesetzes nach Bonn. Der Rest hatte schon vor den Maßnahmen im Zuge des Berlin-Bonn-Umzuges seinen Sitz in Bonn, resultierend aus dem früheren Status als Bundeshauptstadt.
- Absatzförderungsfonds der deutschen Forst- und Holzwirtschaft - Holzabsatzfonds, zum 31. Mai 2011 aufgelöst
- Absatzförderungsfonds der deutschen Land- und Ernährungswirtschaft - Absatzfonds, zum 31. Mai 2011 aufgelöst
- Amt für Militärkunde (AMK)
- Beauftragter der Bundesregierung für die Millenniums-Entwicklungsziele
- Beauftragter der Bundesregierung für Kultur und Medien (BKM)
- Beschaffungsamt des Bundesministeriums des Innern (BeschA)
- Bundesamt für Naturschutz (BfN)
- Bundesamt für Bauwesen und Raumordnung (BBR)
- Bundesamt für Bevölkerungsschutz und Katastrophenhilfe (BBK)
- Bundesamt für Infrastruktur, Umweltschutz und Dienstleistungen der Bundeswehr (BAIUDBw)
- Bundesamt für Justiz (BfJ)
- Bundesamt für Sicherheit in der Informationstechnik (BSI)
- Bundesamt für Soziale Sicherung (BAS)
- Bundesamt für Strahlenschutz (BfS) (Netzknotenpunkt)
- Bundesamt für zentrale Dienste und offene Vermögensfragen (BADV, Hauptsitz in Berlin)
- Bundesanstalt für Finanzdienstleistungsaufsicht (BaFin)
- Bundesanstalt für Immobilienaufgaben (BImA)
- Bundesanstalt für Landwirtschaft und Ernährung (BLE)
- Bundesanstalt für Post und Telekommunikation Deutsche Bundespost (BAnst PT)
- Bundesanstalt Technisches Hilfswerk (THW)
- Bundesbeauftragter für den Datenschutz und die Informationsfreiheit (BfDI)
- Bundesbeauftragter für den Zivildienst (BfZ) – wegen der Aussetzung der Wehrpflicht ist derzeit kein Bundesbeauftragter bestellt.
- Bundesbeauftragter für Wirtschaftlichkeit in der Verwaltung (BWV beim BRH)
- Bundeseisenbahnvermögen (BEV)
- Bundesinstitut für Arzneimittel und Medizinprodukte (BfArM)
- Bundesinstitut für Bau-, Stadt- und Raumforschung (BBSR) im Bundesamt für Bauwesen und Raumordnung (BBR)
- Bundesinstitut für Berufsbildung (BIBB)
- Bundesinstitut für Sportwissenschaft (BISp)
- Bundeskartellamt (BKartA)
- Bundeskommissar bei der Deutschen Bau- und Grundstücks-AG
- Bundesnetzagentur für Elektrizität, Gas, Telekommunikation, Post und Eisenbahnen (BNetzA)
- Bundesrechnungshof (BRH)
- Bundesverwaltungsamt (BVA; Außenstelle, Hauptsitz Köln)
- Bundeswahlbeauftragter für die Sozialversicherungswahlen (WahlBfSVW)
- Bundeswehr-Dienstleistungszentrum Bonn (BwDLZ – zuvor Standortverwaltung (StOV))
- Bundeszentralamt für Steuern (BZSt – aus dem aufgelösten Bundesamt für Finanzen (BfF) hervorgegangen)
- Bundeszentrale für Kinder- und Jugendmedienschutz (BzKJ)
- Bundeszentrale für politische Bildung (bpb)
- Bund-Länder-Kommission für Bildungsplanung und Forschungsförderung (BLK)
- Fernstraßen-Bundesamt (FBA, Erster Dienstsitz in Leipzig)
- Generaldirektion Wasserstraßen und Schifffahrt (GDWS)
- Generalzolldirektion (GZD)
- Informationstechnikzentrum Bund (ITZBund)
- Kompetenzzentrum für das Kassen- und Rechnungswesen des Bundes (KKR) als Teil der Bundesfinanzdirektion West
- Monopolkommission (MonopKom)
- Presse- und Informationsamt der Bundesregierung (BPA; Zweitsitz, Erstsitz in Berlin)
- Statistisches Bundesamt (Außenstelle – StBA oder Destatis)
- Eisenbahn-Bundesamt (EBA)
- Zentrale Auslands- und Fachvermittlung (ZAV)

### Bundeseinrichtungen in der Region
Folgende Behörden bzw. vom Bund getragene Organisationen haben wegen der Nähe zur Bundesstadt ihren Sitz in der Region um Bonn:
- Flugbereitschaft des Bundesministeriums der Verteidigung (FlBschft BMVg; Flughafen Köln/Bonn)
- Kommando Strategische Aufklärung (KdoStratAufkl oder KSA; Grafschaft)
- Bundesarchiv (Sankt Augustin; Hauptdienststelle Koblenz – BArch)
- Bundespolizei (Sankt Augustin; Hauptstandort mit GSG 9, Fliegerstaffel – BPOL)
- Musikkorps der Bundeswehr (MusKorpsBw; Siegburg – Musikkorps der Bundeswehr beim Zentrum Militärmusik der Bundeswehr (ZMilMusBw), ehemals Militärmusikdienst (MMD))
- Bundeskriminalamt (Meckenheim; Dienststelle Bonn neben Wiesbaden und Berlin – BKA)
- Gästehaus der Verfassungsorgane der Bundesrepublik Deutschland (Bundesgästehaus (BGHa) in Königswinter auf dem Petersberg)
- Bundesakademie für Bevölkerungsschutz und Zivile Verteidigung (BABZ) des Bundesamtes für Bevölkerungsschutz und Katastrophenhilfe (Bad Neuenahr-Ahrweiler)
- Fachhochschule des Bundes für öffentliche Verwaltung (Brühl – mittlerweile Hochschule des Bundes für öffentliche Verwaltung (HS Bund))
- Amt für Geoinformationswesen der Bundeswehr (AGeoBW – mittlerweile Zentrum für Geoinformationswesen der Bundeswehr (ZGeoBw)) (Euskirchen)

### Sonstige Bundesinstitutionen
- Die Kunst- und Ausstellungshalle der Bundesrepublik Deutschland GmbH (BKH) ist eine Einrichtung des Bundes und der Länder.
- Das Haus der Geschichte der Bundesrepublik Deutschland ist eine Stiftung in Trägerschaft des Bundes.
- Zum Beethoven-Haus gehören die Stiftung Beethoven-Haus Bonn (vom Bund gefördert), der Verein Beethoven-Haus Bonn und die Beethoven-Haus Vertriebs GmbH.

Zahlreiche weitere Organisationen und Einrichtungen in Bonn werden ganz oder zu wesentlichen Teilen aus Bundesmitteln finanziert und nehmen z. T. staatliche Aufgaben wahr, z. B.:
- Deutsches Zentrum für Luft- und Raumfahrt (Außenstelle in Bonn; Projektträger zur Umsetzung von Förderprojekten des Bundes)
- Alexander von Humboldt-Stiftung (Bonn)
- Deutsche Forschungsgemeinschaft (Bonn)
- Deutscher Akademischer Austauschdienst (Bonn)
- Studienstiftung des deutschen Volkes (Bonn)
- Stiftung Bundeskanzler-Adenauer-Haus (Bad Honnef-Rhöndorf)